# Prognathodon saturator

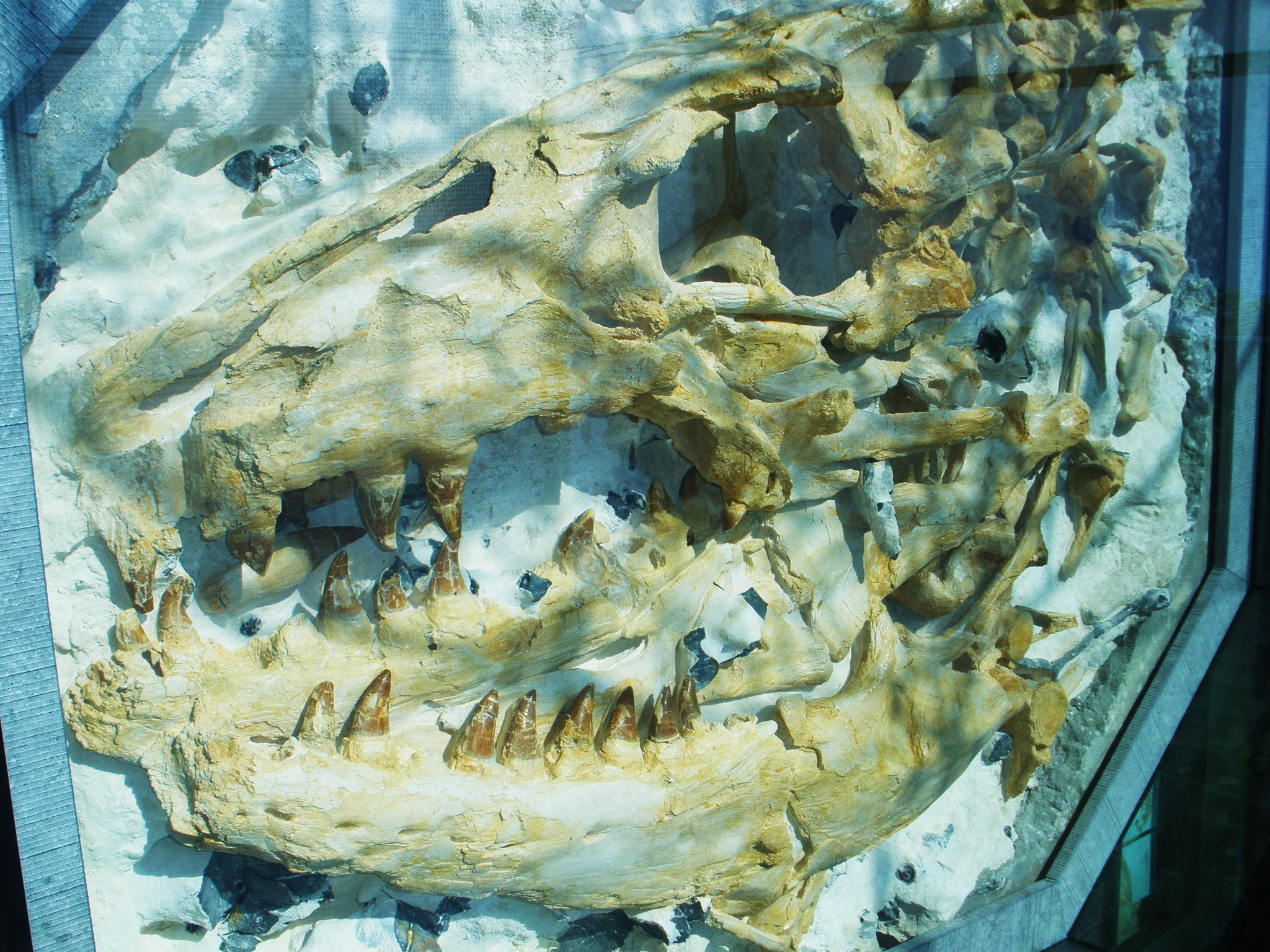
Скам'янілість у Музеї природничої історії, Маастрихт, Нідерланди

Prognathodon saturator — вид вимерлих морських ящірок родини Мозазаври (Mosasauridae). Описаний у 2002 році. Відомий по трьох зразках з Нідерландів і Анголи. Мешкав у крейдяному періоді близько 70 млн років тому.